# Sanyō Shinkansen
Sanyō Shinkansen (山陽新幹線 San'yō Shinkansen, Sơn Dương tân cán tuyến) là một tuyến Shinkansen tốc độ cao của Nhật Bản, nối Ga Shin-Ōsaka ở Osaka với Ga Hakata ở thành phố Fukuoka, đây là 2 thành phố lớn nhất ở tây Nhật Bản. Tuyến này do công ty JR Nishinihon (JR Tây) vận hành, về phía đông nối tiếp với tuyến Tōkaidō Shinkansen và cũng phục vụ các thành phố lớn khác giữa Honshu và Kyushu như Kobe, Himeji, Okayama, Hiroshima, và Kitakyushu. Kyushu Shinkansen tiếp tục đi về phía nam bắt đầu từ Hakata đến Kagoshima. Sanyō Shinkansen nối Hakata với Osaka mất 2,5 giờ với vận tốc tối đa 300 km/h (185 mph), với các ngoại lệ: các tuyến tàu phía đông có vận tốc tối đa giữa Himeji và Shin-Kobe là 275 km/h và các tàu về phía tây có vận tốc tối đa là 285 km/h từ Shin-Ōsaka đếm Shin-Kobe và 275 km/h từ Shin-Kobe đến Nishi-Akashi. Một số tàu Nozomi vận hành liên tục trên các tuyến Sanyō và Tōkaidō Shinkansen, nối Tokyo và Hakata mất 5 giờ.

## Tàu
Tàu trên tuyến gồm các loại:
- 500 series: Hikari / Kodama
- 700 series: Nozomi / Hikari / Hikari Rail Star / Kodama
- N700 series: Nozomi / Hikari
- N700-7000/8000 series: Mizuho / Sakura

## Nhà ga
Tất cả các nhà ga trên tuyến Sanyō Shinkansen thuộc sở hữu và được vận hành bởi JR Nishinihon, riêng nhà ga Shin-Ōsaka do JR Central và JR West vận hành. Các tàu Kodama dừng ở tất cả các nhà ga; các tàu khác dừng ở một số ga chính. 
| Nhà ga                                              | Tiếng Nhật | Khoảng khách (km) từ Tokyo | Chuyển tàu | Vị trí                      |
| --------------------------------------------------- | ---------- | -------------------------- | --- | --------------------------- |
| Đi tiếp đến Ga Tokyo trên tuyến Tōkaidō Shinkansen  |            |                            | |                             |
| Shin-Ōsaka                                          | 新大阪     | 515.4                      | Tōkaidō Shinkansen (đi tiếp), Tuyến JR Kyoto, Tuyến Midosuji, Tuyến Osaka Higashi (2019)                               | Yodogawa-ku, Osaka          |
| Shin-Kobe                                           | 新神戸     | 548.0                      | Tuyến Hokushin, Tuyến Seishin-Yamate                                                                                   | Chūō-ku, Kobe               |
| Nishi-Akashi                                        | 西明石     | 570.2                      | Tuyến Sanyō | Akashi, Hyōgo               |
| Himeji                                              | 姫路       | 601.3                      | Tuyến Sanyō, Tuyến Bantan, Tuyến Kishin, Tuyến Chính (Đường sắt Điện Sanyo)                                            | Himeji, Hyōgo               |
| Aioi                                                | 相生       | 621.3                      | Tuyến Sanyō, Tuyến Ako                                                                                                 | Aioi, Hyōgo                 |
| Okayama                                             | 岡山       | 676.3                      | Tuyến Sanyō, Tuyến Uno, Tuyến Hakubi, Tuyến Tsuyama, Tuyến Kibi, Tuyến Higashiyama (Xe điện Okayama)                   | Okayama, Okayama            |
| Shin-Kurashiki                                      | 新倉敷     | 702.1                      | Tuyến Sanyō | Kurashiki, Okayama          |
| Fukuyama                                            | 福山       | 733.1                      | Tuyến Sanyō, TuyếnFukuen                                                                                               | Fukuyama, Hiroshima         |
| Shin-Onomichi                                       | 新尾道     | 750.5                      | | Onomichi, Hiroshima         |
| Mihara                                              | 三原       | 761.0                      | Tuyến Sanyō, Tuyến Kure                                                                                                | Mihara, Hiroshima           |
| Higashi-Hiroshima                                   | 東広島     | 791.9                      | | Higashihiroshima, Hiroshima |
| Hiroshima                                           | 広島       | 821.2                      | Tuyến Sanyō, Tuyến Geibi, Tuyến Kabe, Tuyến Kure, Tuyến Chính (Đường sắt Điện Hiroshima)                               | Minami-ku, Hiroshima        |
| Shin-Iwakuni                                        | 新岩国     | 865.4                      | Tuyến Nishikigawa Seiryu (Ga Seiryū-Shin-Iwakuni)                                                                      | Iwakuni, Yamaguchi          |
| Tokuyama                                            | 徳山       | 903.5                      | Tuyến Sanyō, Tuyến Gantoku                                                                                             | Shunan, Yamaguchi           |
| Shin-Yamaguchi (formerly Ogori)                     | 新山口     | 944.6                      | Tuyến Sanyō, Tuyến Yamaguchi, Tuyến Ube                                                                                | Yamaguchi, Yamaguchi        |
| Asa                                                 | 厚狭       | 968.7                      | Tuyến Sanyō, Tuyến Mine                                                                                                | Sanyō-Onoda, Yamaguchi      |
| Shin-Shimonoseki                                    | 新下関     | 992.5                      | Tuyến Sanyō | Shimonoseki, Yamaguchi      |
| Kokura                                              | 小倉       | 1013.2                     | Tuyến Kagoshima, Tuyến Nippo, Tuyến Hita-Hikosan, Kitakyushu Monorail                                                  | Kokura Kita-ku, Kitakyūshū  |
| Hakata                                              | 博多       | 1069.1                     | Kyushu Shinkansen (đi tiếp), Tuyến Hakata-Minami, Tuyến Kagoshima, Tuyến Sasaguri, Tuyến tàu điện ngầm sân bay Fukuoka | Hakata-ku, Fukuoka          |
| đi tiếp Kagoshima-Chūō trên tuyến Kyushu Shinkansen |            |                            | |                             |

## Hành khách
Trong năm tài chính 2005, Sanyo Shinkansen vận chuyển 58 triệu lượt khách/năm, hay khoảng 159.000 hàng ngày.